# Stefan Uroš IV Dušan
Pour les articles homonymes, voir Stefan et Étienne.
Stefan Uroš IV Dušan Nemanjić (serbe cyrillique : Стефан Урош IV Душан, en grec : Στέφανος Δουσάν, français : Étienne Douchan), né le 26 juillet 1308 et mort le 20 décembre 1355, est le roi de Serbie de 1331 à 1346 et empereur des Serbes et des Grecs de 1346 à 1355. Issu de la dynastie des Nemanjić, il est le fils du roi Stefan Uroš III Dečanski.
Sous son règne, le royaume de Serbie atteint son apogée territoriale. Devant la faiblesse de Byzance, il proclame l'Empire serbe le 25 décembre 1345. Pour diriger son nouvel empire, il fait rédiger le Code de Dušan, un système universel de lois. Il est aussi le seul souverain de la dynastie des Nemanjić à n'avoir pas été canonisé après sa mort.

## Biographie

### Jeunesse
Il est le fils de Stefan Detchanski, qui gouverne la Zeta pour le compte de son père le roi Milutin jusqu'à sa révolte contre ce dernier en 1314 ; Dušan partage alors l'exil de sa famille à Constantinople jusqu'en 1320. Le 6 janvier 1322, Detchanski est couronné roi de Serbie en même temps que Dušan est couronné « jeune roi » (mladi kralj). Après la victoire de son père sur un autre prétendant, son demi-frère Constantin, Dušan se voit attribuer en apanage la province de Zeta.
Il dirige une partie de l'armée serbe lors de la bataille de Velbazhd près de Kyoustendil (Bulgarie) le 28 juillet 1330, bataille qui fait des Serbes la première puissance dans le Sud-Est européen.
Les rapports entre le jeune Dušan et le vieux roi se détériorent à partir de janvier 1331. La politique de Detchanski visant à se concilier les Byzantins provoque l'opposition des grands nobles partisans de la poursuite des conquêtes en Macédoine et soutiens de Dusan. Capturé en août, Stefan Dečanski est enfermé dans la ville de Zvečan, puis assassiné en novembre. Stefan Dušan est couronné roi de toutes les terres serbes et du littoral le 21 septembre 1331. Il n'a que vingt-deux ans et est alors sous l'influence des nobles qui l'ont porté au pouvoir.

### Débuts du règne
En 1332, une révolte éclate dans la principauté de Zeta (qui a remplacé le royaume antique de Dioclée) sous le commandement du duc de Zeta, Bogoje, et de l'Albanais Dimitri Suma. La rébellion est vaincue.
Avec le nouvel empereur de Bulgarie, Alexandre, de nouveaux liens sont tissés, et, au printemps de l'année 1332, le roi Dušan épouse Hélène, la sœur du tsar bulgare. L'année du mariage avec Hélène, le ban bosniaque Étienne II Kotromanić veut occuper Ston et Peljesac, territoires qui ont déjà été pris à Dubrovnik par les Serbes. En 1333, Dušan donne Ston et Peljesac à Dubrovnik après les avoir récupérés, en échange de huit mille pièces d'or comptant et d'une rente annuelle de cinq cents pièces. Dubrovnik paye aussi trois cents pièces au ban de Bosnie.
En 1332, Dušan conquiert la ville de Stroumitsa, ainsi que les villes de Prilep, Ohrid et Kostur, grâce aux conseils de l'ancien gouverneur de Thessalonique Syrgiannès. Avant l'attaque contre Thessalonique, Syrgiannès est assassiné par Sphrantzès Paléologue (en), un des officiers de l'empereur Andronic III ; Dušan renonce alors au combat. Malgré cela, en 1334, un rapprochement s'effectue avec l'empereur byzantin Andronic III, car les Hongrois, profitant de l'éloignement de Dušan, se sont emparés des frontières du Nord et sont arrivés jusqu'à la ville de Jitcha. Dušan l’emporte avec facilité sur l'armée hongroise et crée une frontière sur la rivière Save. Pendant une courte période, il a même Belgrade sous son contrôle.
En 1336, Hélène donne enfin un héritier à Dušan. Cela renforce sa position à la cour.

### Guerre civile byzantine
Une guerre de succession entre les régents potentiels éclate à l'automne 1341 à Constantinople, entre la mère de Jean V Paléologue, Jeanne de Savoie, et Jean Cantacuzène, le plus proche conseiller d’Andronic III. Jean Cantacuzène, après sa défaite, trouve refuge en Serbie à l'été 1342 auprès du roi Dušan ; Hélène convainc les deux hommes de s'allier, chaque ville byzantine occupée par l'une des deux armées de l'un des deux hommes lui revenant de droit. Jean Cantacuzène et son allié serbe le duc Vratko (en), fils de Vuk Nemanja, sont tenus en échec devant la ville de Serrès. Dušan, de son côté, occupe toute l'Albanie sauf la ville de Durrës et des villes du Nord de la Grèce.
Lorsqu'en 1343, plusieurs villes de Macédoine et de Thessalie reconnaissent Jean Cantacuzène comme empereur, les rapports entre Dušan et Jean se dégradent jusqu'à l'abandon de l'accord entre les deux hommes. Jean Cantacuzène se tourne alors vers les Turcs de l'émirat d'Aydın tandis que Dušan se rapproche de Jean V. Cette alliance est scellée par les fiançailles du fils de Dusan, Uros, avec une sœur de Jean V.
La première bataille opposant des Turcs à des Serbes, la « bataille de Stefanijane (en) », a lieu en mai 1344. Les alliés turcs de Jean Cantacuzène qui cherchent à regagner l'Anatolie rencontrent à Stefanijane, entre Thessalonique et Serrès, une armée serbe dirigée par Preljub. Les Turcs, étant sur une plaine, se déplacent vers une zone rocheuse et accidentée. Les chevaliers serbes posent alors pied à terre pour les poursuivre. Cette erreur a été exploitée par les Turcs, mobiles et légèrement armés ; grâce à une manœuvre habile, ils s'emparent des chevaux et les rôles s'inversent. Les fantassins turcs deviennent cavaliers et l'emportent sur les Serbes. Cette bataille d'importance mineure ne remet cependant pas en cause l'avance serbe dans la région.

### Couronnement comme empereur
En 1345, l'armée serbe occupe la ville de Serrès puis toute la Chalcidique ainsi que le Mont-Athos. Au vu de l'état de ruine de l'Empire byzantin, Dušan décide de créer un nouvel empire chrétien orthodoxe capable de résister aux Turcs. Le mont Athos est en accord avec Dusan et le considère déjà depuis longtemps comme le défenseur de l'orthodoxie. La cité monastique décide que le nom de Dušan serait cité dans toutes les prières du monde orthodoxe, après celui de Jean V Paléologue.
Dušan se déclare empereur à Serrès dès Noël 1345. Comme il est impossible que le patriarche de Constantinople ou le pape intronise Dušan, une cérémonie est organisée à Skopje le 16 avril 1346 (jour de Pâques), en présence du patriarche de Bulgarie Siméon, de l'archevêque d'Ohrid Nikolaï Ier (en) et de divers dirigeants du mont Athos. L'archevêque de Serbie Joannicius II (en) est alors élevé au rang de patriarche et intronise Dusan « Empereur des Serbes et des Romains / Bασιλεὺς καὶ αὐτoκράτωρ Σερβίας καὶ Pωμανίας ». En tant qu'empereur, Dusan se réclame maître des biens que Dieu avait donnés à Constantin Ier le Grand, des terres et des grandes villes dans tout l'Empire grec.
En 1347, Jean VI Cantacuzène devient officiellement Empereur byzantin : il ne reconnaît pas le titre d'empereur de Dušan, pourtant reconnu par les autorités du mont Athos, le considérant comme une menace pour son trône. L'empereur de Constantinople aidera à la nomination du patriarche de Constantinople Calliste, qui remercie son mécène en 1350 en jetant l’anathème sur Dušan et le patriarche de Serbie Joannicius II et excluant de l'Église orthodoxe toutes les terres serbes. Cet anathème n'est annulé que vingt-cinq ans plus tard, en 1375 sous le règne du prince Lazar de Serbie. Dušan organise son empire et le prépare à de nouvelles conquêtes, il donne à son fils Uroš le titre de roi.

### Conquête de l'Épire et de la Thessalie

L'Empire serbe après la conquête de l'Épire et de la Thessalie.

En 1348, les Serbes s'emparent de l'Épire et de la Thessalie. L'Empire serbe est étendu du Danube au nord, jusqu'au golfe de Corinthe au sud, de la mer Adriatique à l'ouest jusqu'à la mer Égée à l'est ; seule la ville de Thessalonique, qu'il est impossible de conquérir sans une puissante flotte, résiste à l'empereur serbe. Dušan tente des années durant de convaincre la république de Venise qu'elle l'aide avec sa flotte pour occuper non seulement Thessalonique mais aussi Constantinople ; en échange il lui aurait donné toutes les terres en dehors des remparts de la cité pour qu'elle y implante ses marchands. Mais Venise préfère avoir un Empire byzantin faible à Constantinople qu'un puissant Empire serbe qui a les moyens de lui retirer sans aucune difficultés ses avantages commerciaux. Dušan commence alors un travail diplomatique avec sa rivale Gênes qui se révèlera couronné de succès[réf. nécessaire]; en 1356 Jean VI récupére Constantinople grâce à l'aide de la flotte génoise.

### Guerre contre la Bosnie et contre Byzance
En 1350, le ban bosnien Étienne II Kotromanić occupe une région entre Cetinje et la Neretva et une importante partie de la région de Zahumlja. Dušan intervient alors pour aider sa sœur, la comtesse Helena ; Jean VI en profite pour sortir ses troupes de Thessalonique pour libérer un peu la ville de l'étau serbe, il occupe Veriju et Voden, mais n'arrive plus à avancer, stoppé par le Duc Preljub. Une fois l'empereur Dušan revenu, il réoccupe les terres prises par le ban bosniaque. Il intervient avec Preljub et récupère les territoires perdus, reprenant le siège de Thessalonique. Cette mésaventure le décide à soutenir militairement Jean V contre Jean VI, relançant ainsi la guerre civile dans l'Empire byzantin. La guerre des quatre empereurs devient alors totale, d'un côté l'empereur Jean V, le tsar Dušan de Serbie et le tsar de Bulgarie Alexandre, de l'autre l'empereur Jean VI et le sultan ottoman Orhan. À l'automne de l'année 1352, les armées serbe et bulgare se trouvent devant Didymotique en face de l'armée ottomane et de Jean VI. L'armée bulgare se retire avant la bataille, laissant seuls les Serbes, la bataille se termine sans armée victorieuse mais les pertes serbes sont très importantes.
Deux ans plus tard, les Turcs occupent la ville de Gallipoli située près du détroit qui leur servira de base en Europe pour mener leurs futures conquêtes.

### Mort

L'Empire serbe à la mort de Dušan.

L'empereur Dušan décède le 20 décembre 1355 dans la force de l'âge, à quarante-sept ans, pendant qu'il préparait son armée pour marcher sur Constantinople. Les causes exactes de sa mort ne sont pas connues, on parle d'empoisonnement, ce qui était une pratique courante dans les empires serbe, byzantin et bulgare aussi bien qu'à Venise. D'ailleurs, c'est pour cela que la garde personnelle de Dušan était composée exclusivement de Saxons, recrutés en Saxe auprès de son ami l'empereur allemand qui avait voulu lui faire épouser une de ses filles. Certains historiens avancent aussi l'hypothèse d'une crise d'épilepsie pour expliquer sa mort.
Il est enterré à Prizren au Kosovo, dans le monastère des Saints-Archanges. En 1927, les archéologues découvrent un sarcophage en marbre richement décoré. Il est admis qu'il renferme les restes de l'empereur Dušan. Sa dépouille est transférée à Belgrade dans l'église Saint-Marc où elle repose à présent.

## Œuvre culturelle et législative

### Monastère de Hilandar
Dušan donne au monastère de Hilandar du Mont Athos l'église de Saint-Nicolas à Dobrusti à côté de Prizren, l'église de tous-les-Archanges de Stip ainsi que l'église Saint-Nicolas de Vranja en plus de tous les biens de ces églises (terres et villages). À la fin de l'année 1347, L'empereur Dušan et l'impératrice Hélène visitent le monastère. Bien que la présence des femmes soit interdite sur le mont Athos, l'impératrice Hélène et sa suite ont l'autorisation de s'y rendre en raison des raids maritimes catalans. Dušan fait des dons en or au monastère, il participe aussi à sa restauration ainsi qu'à celle de son hôpital. L'impératrice Hélène a eu le droit d'être la mécène de « karaja » les lieux saints des miracles de saint Sava. Grâce aux dons de l'empereur Dušan, le monastère est devenu le plus puissant ordre monastique de l'Empire serbe et grec.

### Législation
Le Code de Dušan (Душанов законик, Dušanov zakonik) a été établi à Skopje qui était la capitale de l'Empire serbe, le 21 mai 1349. Composé de cent trente cinq articles, il s'inspire du droit byzantin. En 1354, à Serrès, un second Sabor ajoutera encore soixante-six articles, il fut donc dans sa version finale composé de deux cent un articles. Il avait pour but d'établir des règles de base autour desquelles une jurisprudence s'établira naturellement. Les trente-huit premiers articles devaient régir les hommes d'église. L'empereur serbe — comme ceux de Rome puis de Byzance — était le chef de l'Église, respectant en cela la règle établie par Constantin Ier (césaropapisme). Les articles 39 à 62 établissaient les règles et les devoirs de l'Empire, les juges étaient invités à ne plus juger en fonction du souverain, mais en fonction des lois.